# Hobart Bosworth
Hobart Bosworth (11 de agosto de 1867 – 30 de diciembre de 1943) fue un actor, director, guionista y productor cinematográfico estadounidense.

## Primeros años
Nacido en Marietta (Ohio), su nombre completo era Hobart Van Zandt Bosworth. Era descendiente directo, por parte paterna, de Myles Standish y de John y Priscilla Alden, y por parte materna de la familia Van Zandt, de Nueva York, los primeros colonos holandeses en asentarse en el Nuevo Mundo, un linaje del cual Bosworth siempre estuvo orgulloso.
Tras fallecer su madre, su padre volvió a casarse, y el joven Hobart tomó aversión a su madrastra. Convencido de recibir un trato cruel, abandonó Nueva York embarcando como grumete en el Sovereign of the Seas, un clíper. Tras su primer viaje, una singladura de cinco meses que le llevó desde Nueva York a San Francisco (California), Hobart siguió trabajando como marinero, pasando un total de tres años en el mar. De esa época destaca un período de once meses que pasó en un ballenero trabajando en el Ártico. Ya de vuelta en San Francisco, se ocupó en trabajos diversos, siendo entre otras cosas boxeador y luchador semiprofesional, así como trabajador en ranchos del Sur de California y México, ocupación gracias a la cual acabó siendo un experto caballista. Finalmente, su interés por las artes le decidió a dedicarse al teatro.

## Carrera
Siguiendo el consejo de un amigo, Bosworth obtuvo trabajo con el actor McKnee Rankin haciendo funciones de director de escena en el Teatro California de San Francisco. Este trabajo le permitía sufragarse estudios de pintura. Sin embargo, y con 18 años de edad, las circunstancias le obligaron a aceptar pequeños papeles como actor teatral.
Bosworth colaboró con la compañía itinerante de Morris W. Morris durante una temporada, trabajando como actor y como vestidor de Morrison. En dicha formación actuó en las obras de Shakespeare Cimbelino y Medida por medida. Además, Hobart y otro escritor redactaron una versión de Fausto que Morris utilizó en la compañía a lo largo de veinte años. En 1887 Bosworth actuó en el Teatro Alcázar de San Francisco. 
Bosworth finalmente acabó trabajando en una mina en Park City (Utah), empujando un vagón de mineral para ganarse la vida. Tras ello viajó en gira por México como ayudante del mago Hermann the Great.
En diciembre de 1888 volvió a Nueva York, siendo contratado por Augustin Daly para interpretar a "Carlos el Gladiador" en Como gustéis. Su actuación fue buena, por lo cual Daly le mantuvo en la compañía durante diez años, en los cuales trabajó principalmente en pequeños papeles. Durante dichos años hizo siete giras por el extranjero, actuando en Berlín, Colonia, Londres, París y en otras ciudades europeas. Debido al hecho de que siempre interpretaba papeles secundarios, Bosworth decidió dejar a Daly y empezar a trabajar con Julia Marlowe, quien le eligió para interpretar a primeros personajes en obras de Shakespeare. 
Empezaba Bosworth a saborear el estrellato en el teatro neoyorquino, cuando enfermó de tuberculosis. Se vio forzado a dejar la escena, y no se le permitió trabajar puertas adentro del teatro. Aunque su recuperación fue rápida, volvió a actuar demasiado pronto y sufrió una recaída. Durante el resto de su vida se vio obligado a equilibrar los periodos actuando con los períodos de reposo a fin de mantener a la enfermedad en remisión. 
Bosworth volvió de nuevo a ser primer actor en Nueva York actuando en la reposición llevada a cabo en 1903 en el circuito de Broadway de la obra de Henrik Ibsen Hedda Gabler. También actuó ese año en la Great White Way de Broadway con el primer papel de Marta of the Lowlands. Este papel le llevó al estrellato en Broadway. Sin embargo, de nuevo hubo de dejar la escena al perder 32 kilos en diez semanas como consecuencia de su enfermedad.
A fin de intentar mejorar su salud, Bosworth decidió cambiar de clima y mudarse a Tempe (Arizona). Finalmente consiguió controlar la enfermedad, aunque perdió voz, lo cual le obligó a actuar en un nuevo medio, el cine mudo. Viajó a San Diego (California), y en 1908 fue contratado para trabajar en el cine para Selig Polyscope Company. Al firmar para Selig, Bosworth consiguió convencer a la compañía para trasladarse a Los Ángeles. Se considera generalmente que Bosworth fue la estrella del primer film rodado en la Costa Oeste de los Estados Unidos.  
Debido a su papel pionero en la industria cinematográfica californiana, Bosworth fue a menudo llamado el "Decano de Hollywood". Escribió las historias de la segunda y tercera películas en las que actuó, dirigiendo la tercera. Según su propia cuenta, escribió un total de 112 y produjo 84 películas con Selig. 
Debido a que su salud le impedía actuar en lugares cerrados, a Bosworth le atrajo el trabajo de Jack London, que le permitía rodar en exteriores. En 1913 inició su propia compañía, Hobart Bosworth Productions Company, con la que produjo una serie de melodramas basados en la obra de Jack London. Produjo y dirigió la primera película de la compañía, encarnando a Wolf Larsen en The Sea Wolf, y en la cual London aparecía caracterizado como un marinero.
D.W. Griffith también estrenó ese año una película de Jack London, Two Men of the Desert, a la que siguieron dos de Bosworth, The Sea Wolf y The Chechako. The Chechako y algunas de las otras cintas de Bosworth y London se distribuyeron mediante Paramount Pictures. Bosworth dirigió la continuación, The Valley of the Moon, en la cual hacía un papel de reparto. También actuó en John Barleycorn, cinta dirigida en colaboración con J. Charles Haydon. Fue productor, director y guionista de Martin Eden y An Odyssey of the North, esta última estrenada por Paramount y en la cual interpretaba el papel principal. Finalizó la serie produciendo, dirigiendo e interpretando The Adventures of Burning Daylight.
Al poco tiempo Bosworth entró en la Oliver Photography Company. Tras ello, Bosworth Inc. y Oliver Morosco Productions estrenaron un total de 31 películas, la mayoría protagonizada por Bosworth. La compañía cesó sus actividades tras producir The Sea Lion.
La fusión con Paramount finalizó el período creativo de Bosworth, en el cual era una autoridad de la industria cinematográfica. Antes de dicha fusión dirigió otro film, The White Scar, que también escribió y protagonizó para la Universal Film Manufacturing Company. Tras cerrar su productora, Bosworth hubo de resignarse a interpretar papeles de reparto. 
Bosworth superó la transición del cine mudo al sonoro. Además de actuar en la producción de Warner Brothers El show de los shows (1929), su debut sonoro tuvo lugar en el corto A Man in Peace, de Vitaphone, mientras que su primer largometraje hablado fue el drama de Vitaphone General Crack, protagonizado por John Barrymore. Aunque hizo pequeños papeles en filmes de primera clase, Bosworth a partir de entonces trabajó principalmente como actor de carácter en westerns de serie B y en seriales rodados en estudios de bajo presupuesto. Los personajes que interpretaba en dichas producciones eran principalmente de carácter paternal, como clérigos, jueces, abuelos, etc.

## Fallecimiento
Hobart Bosworth falleció en 1943 a causa de una neumonía en Glendale (California). Tenía 76 años de edad. Le sobrevivieron su segunda esposa, Cecile, y su hijo George. En 1919 se había divorciado de su primera mujer, Adele Farrington. Fue enterrado en el Cementerio Forest Lawn Memorial Park de Glendale (California).
A Bosworth se le concedió una estrella en el Paseo de la Fama de Hollywood, en el 6522 de Hollywood Boulevard, por su actividad cinematográfica.

## Selección de su filmografía
- Dr. Jekyll and Mr. Hyde (1908)
- The Wonderful Wizard of Oz (1910)
- Brown of Harvard (1911) (sin créditos)
- Alas! Poor Yorick! (1913, corto)
- Buckshot John (1915, también como director)
- Joan the Woman (1916)
- The Little American (1917) (sin créditos)
- The Devil-Stone (1917)
- Blind Hearts (1921)
- The Sea Lion (1921)
- Vanity Fair (1923)
- Captain January (1924)
- Hearts of Oak (1924)
- Zander the Great (1925)
- The Half-Way Girl (1925)
- El gran desfile (1925)
- The Blood Ship (1927)
- Annie Laurie (1927)
- The Chinese Parrot (1927)
- My Best Girl (1927)
- After the Storm (1928)
- Hangman's House (1928)
- A Woman of Affairs (1928)
- El show de los shows (1929)
- The Devil's Holiday (1930)
- The Office Wife (1930)
- Just Imagine (1930)
- Dirigible (1931)
- This Modern Age (1931)
- Fanny Foley Herself (1931)
- The Miracle Man (1932)
- The Last of the Mohicans (1932, serial)
- The Phantom Express (1932)
- Music in the Air (1934)
- The Dark Hour (1936)
- General Spanky (1936)
- The Secret of Treasure Island (1938, serial)